# Kota Fukatsu
Kota Fukatsu (født 10. august 1984) er en japansk fodboldspiller, som spiller for den japanske fodboldklub FC Machida Zelvia.